# Bahnstrecke Vraňany–Lužec nad Vltavou
| |                      |                                           |                                           |
| Kursbuchstrecke (SŽ): | 094                  |                                           |                                           |
| Streckenlänge: | 3,172 km             |                                           |                                           |
| Spurweite: | 1435 mm (Normalspur) |                                           |                                           |
| Streckengeschwindigkeit: | 40 km/h              |                                           |                                           |
| |                      |                                           |                                           |
| \| \| \| von Praha Masarykovo nádraží (vorm. StEG) \| \| \| \| 0,000 \| Vraňany früher Jenschowitz \| 175 m \| \| \| \| nach Děčín hl. n. (vorm. StEG) \| \| \| \| \| vlečka Prefa \| \| \| \| \| Moldaukanal (Hubbrücke) \| \| \| \| 3,172 \| Lužec nad Vltavou \| 165 m \| \| \| \| vlečka \| \| \| \| \| (Streckenende) \| \| |                      |                                           |                                           |
| Strecke |                      | von Praha Masarykovo nádraží (vorm. StEG) | von Praha Masarykovo nádraží (vorm. StEG) |
| Bahnhof | 0,000                | Vraňany früher Jenschowitz                | 175 m                                     |
| Abzweig geradeaus und nach links |                      | nach Děčín hl. n. (vorm. StEG)            | nach Děčín hl. n. (vorm. StEG)            |
| Abzweig geradeaus und von rechts |                      | vlečka Prefa                              | vlečka Prefa                              |
| Brücke über Wasserlauf |                      | Moldaukanal (Hubbrücke)                   | Moldaukanal (Hubbrücke)                   |
| Haltepunkt / Haltestelle | 3,172                | Lužec nad Vltavou                         | 165 m                                     |
| Abzweig geradeaus und nach rechts |                      | vlečka                                    | vlečka                                    |
| |                      | (Streckenende)                            |                                           |

Die Bahnstrecke Vraňany–Lužec nad Vltavou ist eine regionale Eisenbahnverbindung in Tschechien, die  ursprünglich durch die privilegierte Österreichisch-ungarische Staatseisenbahngesellschaft (StEG) als staatlich garantierte Lokalbahn erbaut und betrieben worden ist. Sie verläuft von Vraňany nach Lužec nad Vltavou.
Nach einem Erlass der tschechischen Regierung ist die Strecke seit dem 20. Dezember 1995 als regionale Bahn („regionální dráha“) klassifiziert.

## Geschichte

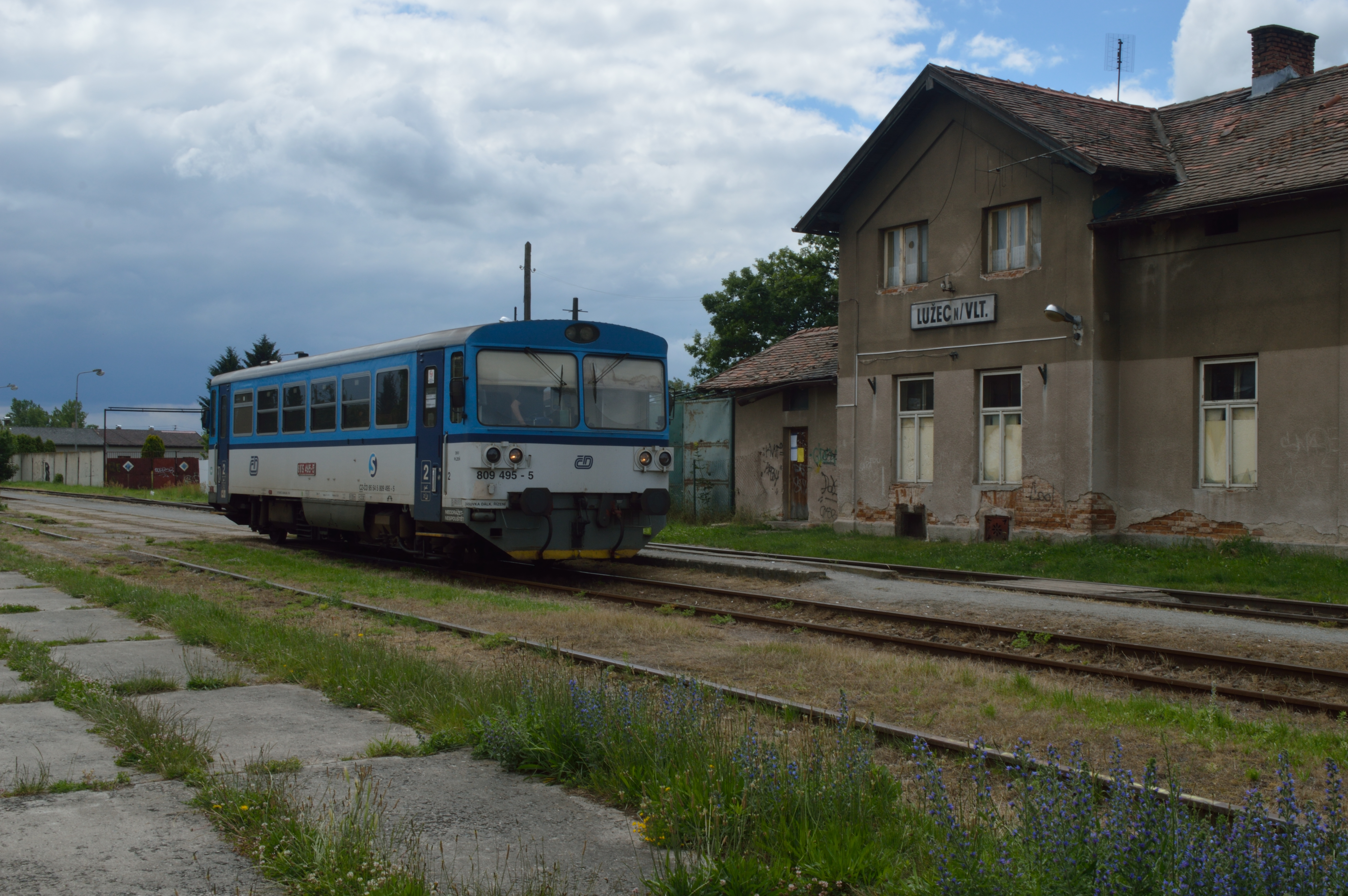
Bahnhof Lužec nad Vltavou (2015)

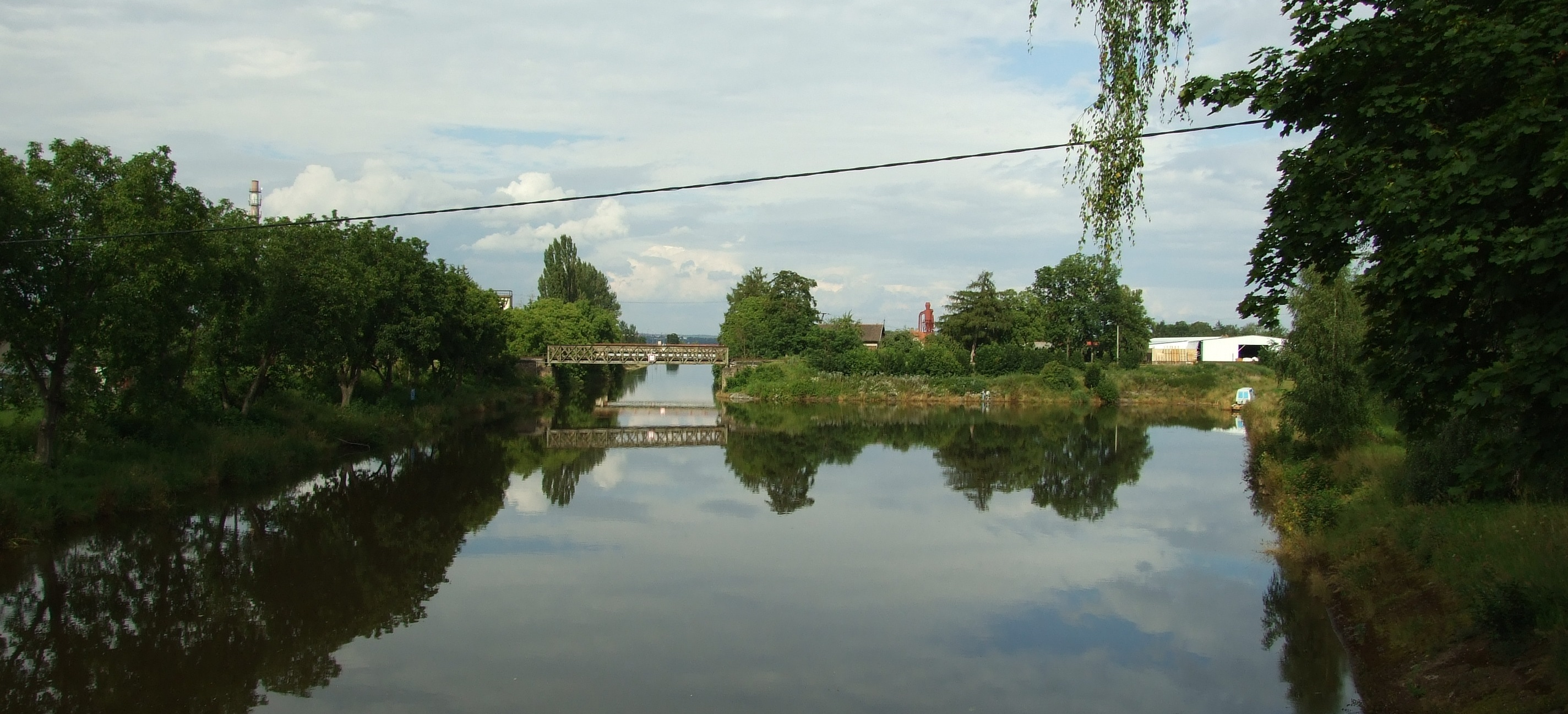
Die alte Brücke über den Moldaukanal (2009)

Am 6. Jänner 1886 wurde der StEG das Recht zum Baue und Betriebe der nachstehenden als normalspurige Localbahnen auszuführenden Eisenbahnlinien: ... von der Station Jenschowitz der nördlichen Hauptlinie nach Lužetz eventuell bis zum Moldauufer... verliehen. Eröffnet wurde die Strecke nur für den Güterverkehr am 1. Januar 1887.
Nach der Verstaatlichung der StEG ging die Strecke am 1. Januar 1908 an die k.k. österreichischen Staatsbahnen kkStB über. Nach dem Ersten Weltkrieg traten an deren Stelle die neu gegründeten Tschechoslowakischen Staatsbahnen ČSD. Die ČSD betrieben die Strecke dann ab dem 16. Mai 1929 auch im Personenverkehr.
Am 1. Januar 1993 ging die Strecke im Zuge der Auflösung der Tschechoslowakei an die neu gegründeten České dráhy (ČD) über.
Im Jahresfahrplan 2011 weist insgesamt neun in unregelmäßigem Takt verkehrende Reisezugpaare aus, die zum Teil von und nach Kralupy nad Vltavou durchgebunden werden. An den Wochenenden und Feiertagen verkehren keine Züge. Zum Einsatz kommen ausschließlich die Triebwagen der ČD-Baureihe 809.
Die Brücke über den Moldaukanal wurde während einer Streckensperrung ab November 2019 bis April 2021 neu errichtet. Als Hubbrücke ausgeführt, gewährleistet sie für den Schiffsverkehr eine Durchfahrtshöhe von sieben statt bisher 4,5 Metern.
Im August 2021 beschloss der Středočeský kraj als Aufgabenträger für den öffentlichen Nahverkehr die Einstellung des Reiseverkehrs zum Fahrplanwechsel am 12. Dezember 2021.